# Апертура 2008 (Сальвадор)
Апертура 2008 (исп. Torneo Apertura 2008) — первая половина 75-го сезона чемпионата Сальвадора по футболу.

## Участники
| Команда                | Город                |
| ---------------------- | -------------------- |
| Исидро Метапан         | Метапан              |
| Чалатенанго            | Чалатенанго          |
| Агила                  | Сан-Мигель           |
| ФАС                    | Санта-Ана            |
| Виста Эрмоса           | Сан-Франциско Готера |
| Луис Анхель Фирпо      | Усулутан             |
| Атлетико Бальбоа       | Ла-Уньон             |
| Хувентуд Индепендьенте | Сан-Хуан-Опико       |
| Альянса                | Сан-Сальвадор        |
| Нехапа                 | Нехапа               |

## Турнирная таблица
| М  | Команда                | И  | В  | Н | П  | Мячи    | ±   | О  | Примечания     |
| -- | ---------------------- | -- | -- | - | -- | ------- | --- | -- | -------------- |
| 1  | Агила                  | 18 | 10 | 4 | 4  | 39 − 19 | +20 | 34 | Финальная фаза |
| 2  | Исидро Метапан         | 18 | 8  | 7 | 3  | 32 − 21 | +11 | 31 | Финальная фаза |
| 3  | ФАС                    | 18 | 8  | 6 | 4  | 27 − 22 | +5  | 30 | Финальная фаза |
| 4  | Чалатенанго            | 18 | 7  | 7 | 4  | 25 − 24 | +1  | 28 | Финальная фаза |
| 5  | Виста Эрмоса           | 18 | 7  | 6 | 5  | 20 − 16 | +4  | 27 |                |
| 6  | Луис Анхель Фирпо      | 18 | 5  | 7 | 6  | 20 − 18 | +2  | 22 |                |
| 7  | Атлетико Бальбоа       | 18 | 4  | 8 | 6  | 23 − 29 | −6  | 20 |                |
| 8  | Хувентуд Индепендьенте | 18 | 4  | 7 | 7  | 21 − 35 | −14 | 19 |                |
| 9  | Альянса                | 18 | 4  | 5 | 9  | 19 − 25 | −6  | 17 |                |
| 10 | Нехапа                 | 18 | 2  | 5 | 11 | 16 − 34 | −18 | 11 |                |

И — игры, В — выигрыши, Н — ничьи, П — проигрыши, Мячи — забитые и пропущенные голы, ± — разница голов, О — очки

## Финальная фаза

### Полуфиналы
Первые матчи были проведены 7—8 декабря, а ответные состоялись 13—14 декабря.
| Команда 1      | Итог | Команда 2 | 1-й матч | 2-й матч |
| -------------- | ---- | --------- | -------- | -------- |
| Исидро Метапан | 4:4  | ФАС       | 1:3      | 3:1      |
| Чалатенанго    | 3:1  | Агила     | 3:0      | 0:1      |

### Финал
| Чалатенанго                           | 2:2 (0:0) Доп. вр. 1:1 | Исидро Метапан                                 |
| ------------------------------------- | ---------------------- | ---------------------------------------------- |
| Айяла 48′ · Бланко 63′ · Рамирес 100′ | Отчёт                  | Портильо 47′ (пен.) 115′ (пен.) · Мартинес 65′ |
| Пенальти                              |                        |                                                |
|                                       | 3:4                    |                                                |

| Чемпион Сальвадора (Апертура) 2008 |
| ---------------------------------- |
| Исидро Метапан во 2-й раз          |